# Jens Klingmann
Jens Klingmann (ur. 16 lipca 1990 w Heidelberg) – niemiecki kierowca ADAC GT Masters.

## Kariera
W wieku 2 lat dostał jako prezent elektryczny Kart, który jechał co najmniej 10 km/h. W wieku 5 lat otrzymał licencję na regularne szkolenie w Walldorf. Sezon 1998 spędził w klasie Bambini, był wicemistrzem w Badenpokal. W 1999 roku jeździł w DMV federalnych mistrzostwach na północy i na południu, gdzie ostatecznie był drugi, w Goldpokal zajął drugie miejsce. Rok później powtórzył swoje osiągnięcie wygrywając 3 z 8 wyścigów zaplanowanych na ten sezon federalnych mistrzostw, oraz zwyciężył w mistrzostwach północnych Niemiec i zajął drugie miejsce na południu, wygrał Goldpokal w Liedolsheim. W 2002 był mistrzem federalnym na północy, wicemistrzem na południu, w JvO Kartserie zajął drugie miejsce. W 2003 zdobył międzynarodową licencję i startował w DJKM, JvO, które skończył na miejscu 4, zwyciężył w Goldpokal, Stefen-Bellof-Pokal i w memoriale hrabiego Berghe'a von Tripsa. W 2004 jeździł w Italian Open, DJKM, Monaco-Kart-Cup, na mistrzostwach Europy. W 2005 gościnnie startował w Formule BMW Deutschland i w DMV Interconti Kart Cup.
W 2006 przeszedł do zespołu Eiffeland Racing w Niemieckiej Formule BMW, gdzie jeździł BMW FB02. W debiutanckim sezonie zajął 4 razy miejsce na podium i został sklasyfikowany na 3 miejscu (121 punktów). W 2007 w Finale Formuły BMW zajął 3 miejsce.
W swoim drugim sezonie w 2007 w Niemieckiej Formule BMW został mistrzem tej serii z dorobkiem 699 punktów. 
18 wyścigów: 
10 zwycięstw: 2 wyścig sezonu w Oschersleben, 3 i 4 wyścig w sezonie w Lausitz, 5 i 6 wyścig na Norisring, 9 wyścig w Zandvoort, 11 wyścig w Oschersleben, 13 wyścig na Nurburgring, 15 i 16 wyścig w Barcelonie 
7 pole position 
15 miejsc na podium
W 2008 po mistrzostwie Formuły BMW awansował do Formuły 3 Euro Series, gdzie występował we włoskim zespole RC Motorsport, jeżdżąc Dallarą F308 z silnikiem Volkswagena.
| Wyniki:          | Wyniki: | Wyniki:     | Wyniki: | Wyniki:           | Wyniki: |
| ---------------- | ------- | ----------- | ------- | ----------------- | ------- |
| Data             | Wyścig  | Tor         | Pozycja | Po kwalifikacjach |         |
| 12 kwietnia 2008 | 1       | Hockenheim  | DNF     | 28                |         |
| 13 kwietnia 2008 | 2       | Hockenheim  | DNF     | 23                |         |
| 3 maja 2008      | 3       | Mugello     | 24      | 29                |         |
| 4 maja 2008      | 4       | Mugello     | 24      | 24                |         |
| 31 maja 2008     | 5       | Pau         | DNF     | 21                |         |
| 1 czerwca 2008   | 6       | Pau         | 20      | 28                |         |
| 28 czerwca 2008  | 7       | Norisring   | 15      | 21                |         |
| 29 czerwca 2008  | 8       | Norisring   | 10      | 15                |         |
| 12 lipca 2008    | 9       | Zandvoort   | 20      | 24                |         |
| 13 lipca 2008    | 11      | Zandvoort   | 18      | 20                |         |
| 26 lipca 2008    | 12      | Nürburgring | 8       | 19                |         |
| 27 lipca 2008    | 13      | Nürburgring | 10      | 16                |         |

W 2009 przeszedł do ADAC GT Masters, gdzie jeździ w zespole Alpine w samochodzie BMW-Alpina B6 GT3.